# Irisbuurt
De Irisbuurt is een buurt in het stadsdeel Stratum in de stad Eindhoven, in de Nederlandse provincie Noord-Brabant. De buurt ligt ten zuidoosten van Eindhoven Centrum, binnen de ringweg. De buurt heeft de naam te danken aan een textielweverij die De Iris heette. Op 1 januari 2023 telde de buurt 2.675 inwoners, verdeeld over 1.348 woningen, met een gemiddelde WOZ-waarde van € 388.000, op een oppervlakte van 0,54 km².
Sinds 30 april 2008 bevindt zich er ook een jeugdhonk in de Irisbuurt. Dit is opgericht met het Rabo-Jongeren-Plan.
De buurt ligt in de wijk Oud-Stratum, die bestaat uit de volgende buurten:
- Irisbuurt
- Rochusbuurt
- Elzent-Noord
- Tuindorp (Witte Dorp)
- Joriskwartier (Heistraat)
- Bloemenplein
- Looiakkers
- Elzent-Zuid

## Foto's

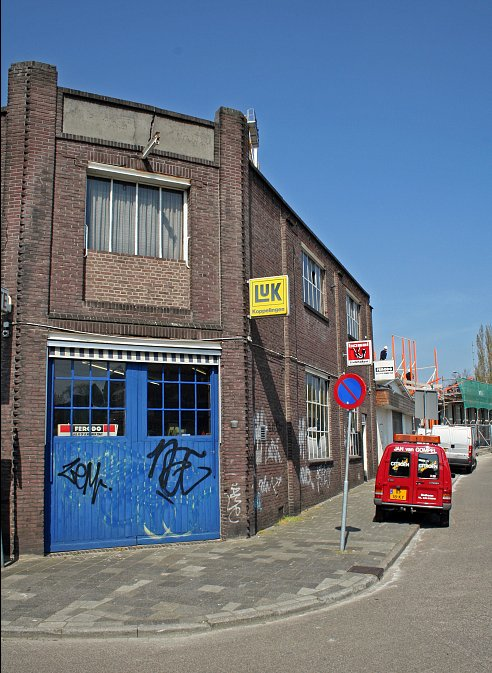
Havenstraat
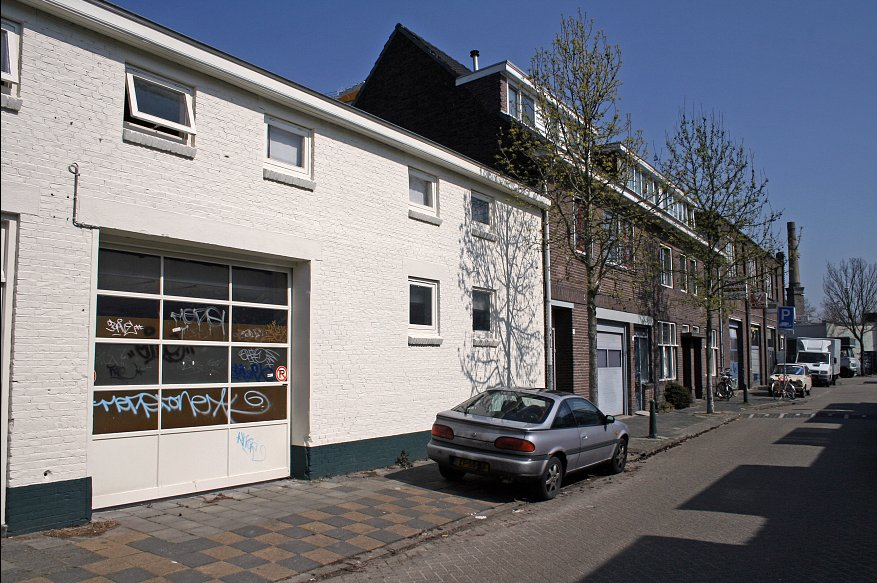
Kleine Bleekstraat
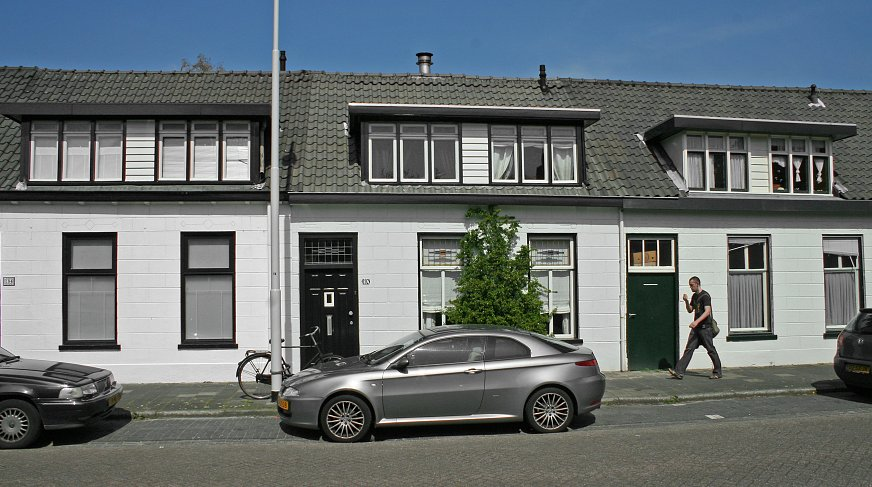
Voorterweg
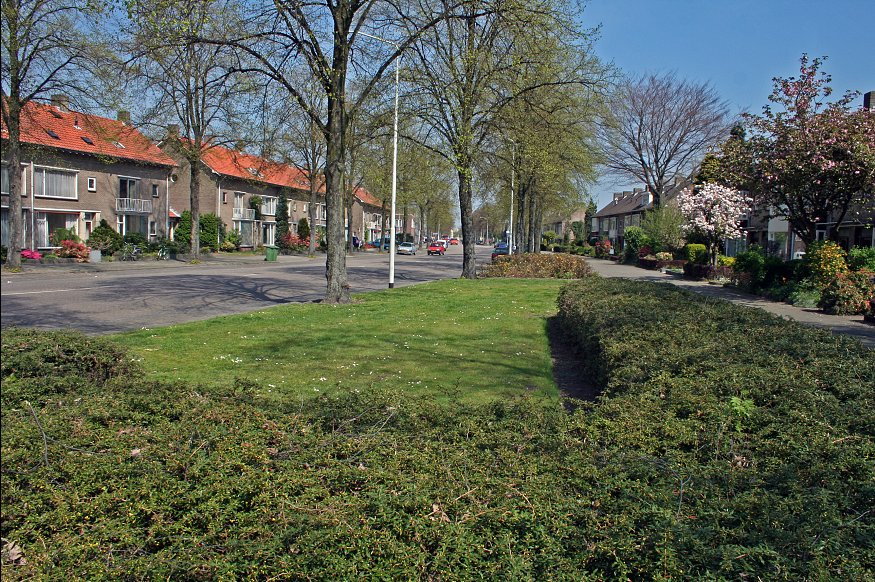
Gabriel Metsulaan
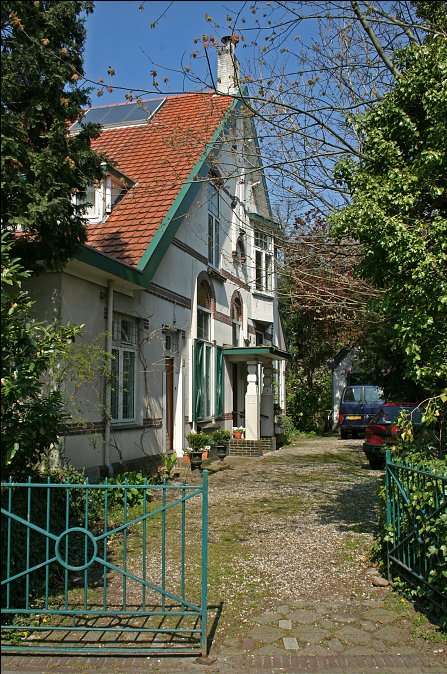
In de Tongelresestraat
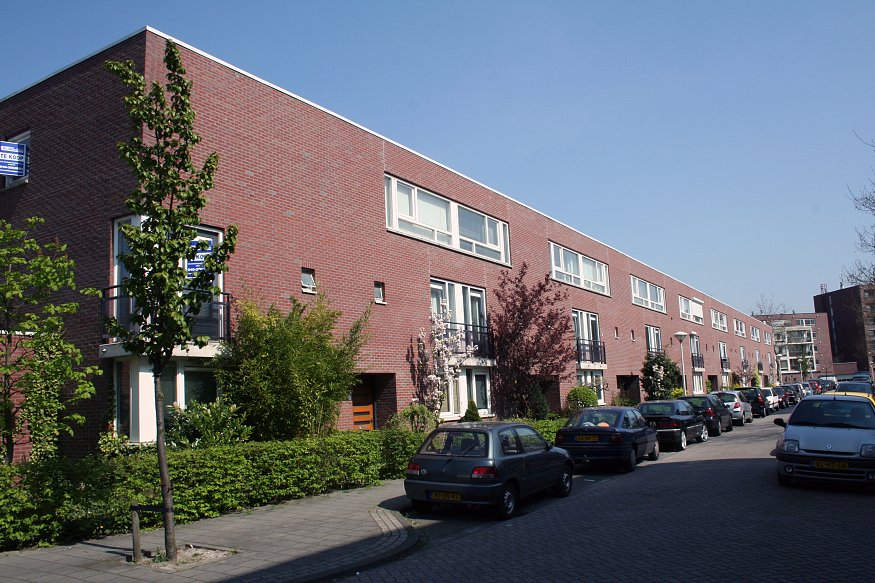
Havensingel
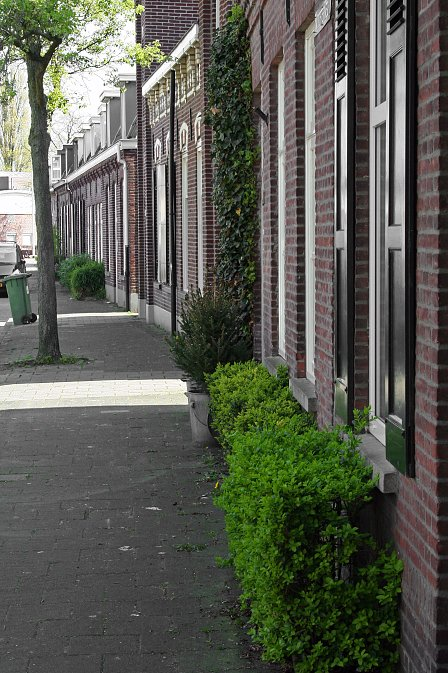
Voorterweg
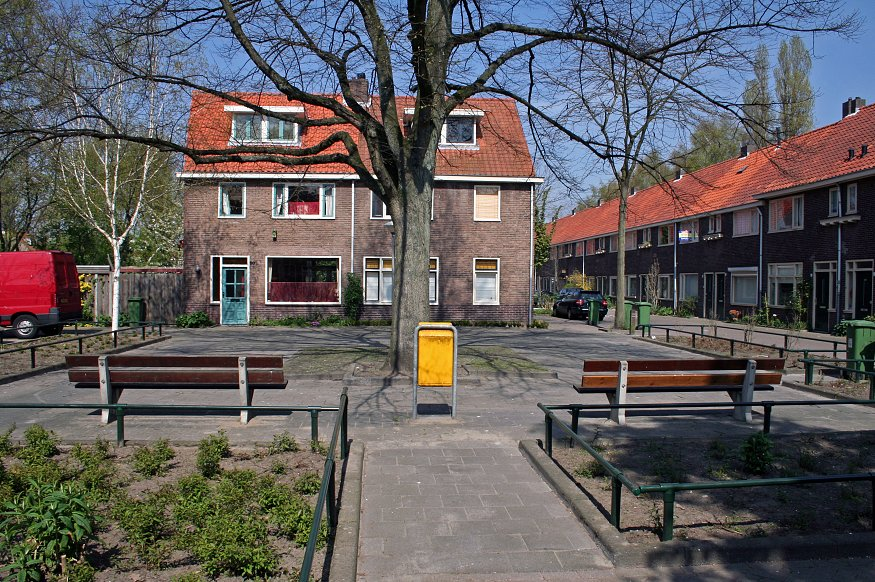
Adolf van Cortenbachstraat, de in 1945 geplante bevrijdingslinde is tijdens een storm omgewaaid en daarna is een jonge linde geplant.
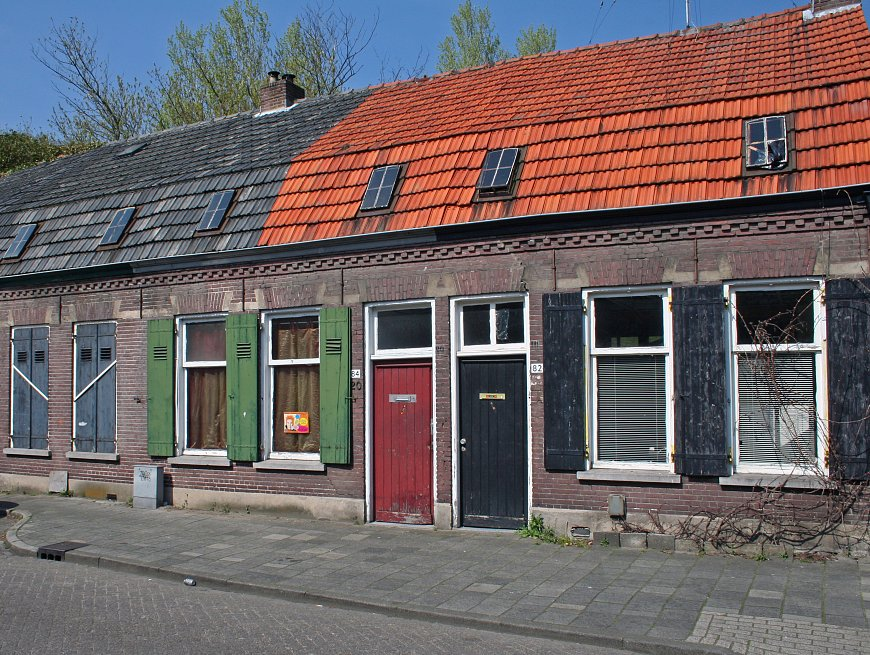
Stuiverstraat, deze huisjes zijn inmiddels afgebroken.
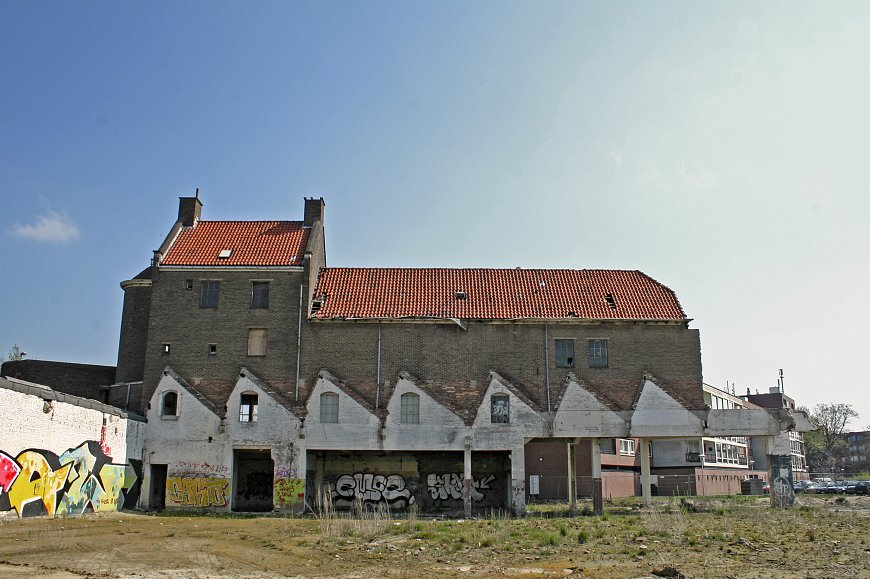
Terrein voormalig Tapijtcentrum Nederland, herontwikkeld tot huizen en appartementen.
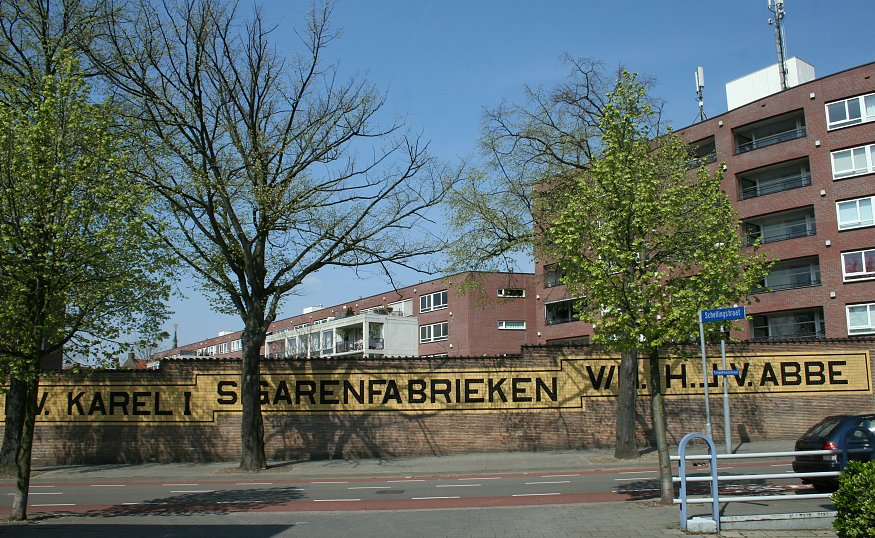
Voormalige sigarenfabriek van Van Abbe
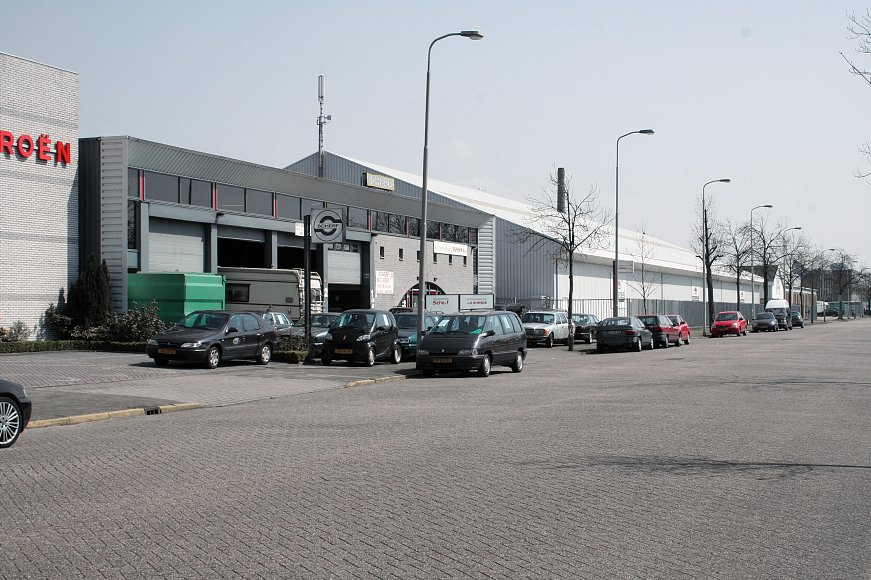
Industrie aan de Kanaaldijk Zuid
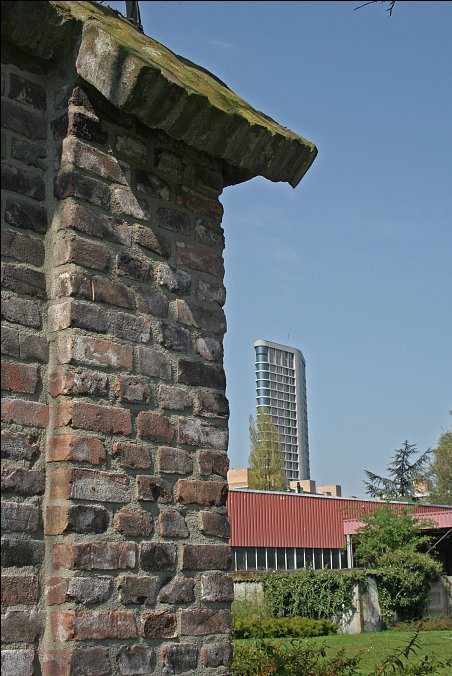
De Vestedatoren
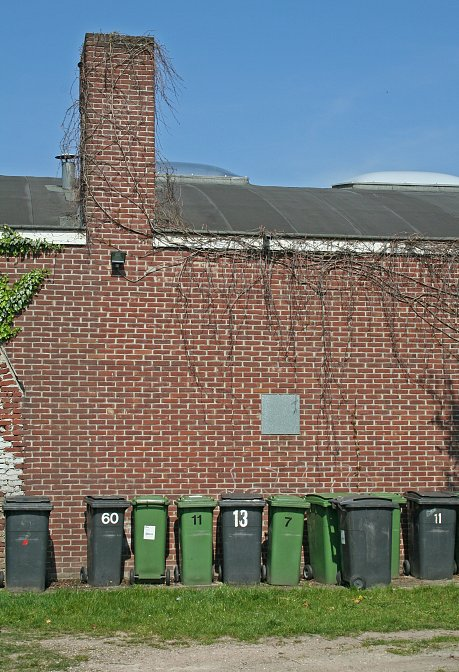
Tapijtcentrum Nederland, afgebroken in 2007